# Křížová cesta (Staré Křečany)
Křížová cesta ve Starých Křečanech na Děčínsku je postavena podél ohradní zdi bývalého hřbitova u kostela svatého Jana Nepomuckého v centru obce. Je v pořadí šestou křížovou cestou ze čtrnácti ve Šluknovském výběžku. Ohradní zeď s kaplemi křížové cesty je chráněna jako Kulturní památka České republiky. 

## Historie
Klasicistní výklenkové kaple křížové cesty byly postaveny v letech 1825–1833. O šedesát let později byly obnoveny.

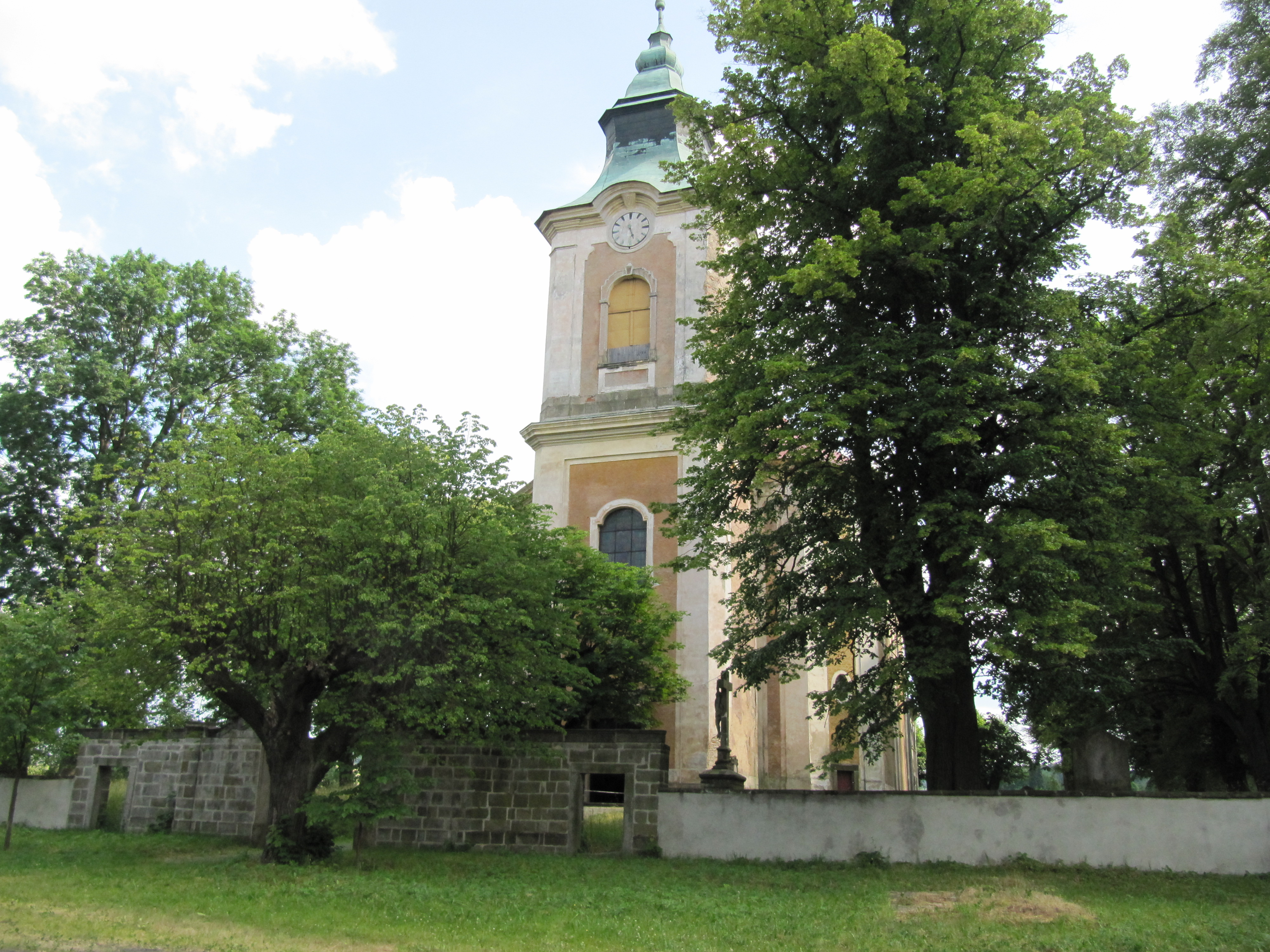
Kostel svatého Jana Nepomuckého

V průběhu let se zde vystřídaly kamenné, dřevěné i malby na plechu. Původní kamenné reliéfy, jejichž autorem možná byl sochař Josef Salm z Nových Křečan, nahradil v letech 1890–1893 starokřečanský farář P. Franz Langhans za obrazy malované na plechu. Řešení se neosvědčilo a poškozené malby dal roku 1922 páter Franz Christoph Frost vyměnit za dřevěné reliéfy neznámého řezbářského mistra z Fulneku.
Římskokatolická farnost Staré Křečany křížovou cestu opravila v letech 2004–2005. Povalené sloupky zastavení byly vztyčeny, očištěny a do výklenků zastavení byly umístěny kopie obrazů s výjevy křížové cesty. Obnovena byla i ohradní zeď.

## Galerie

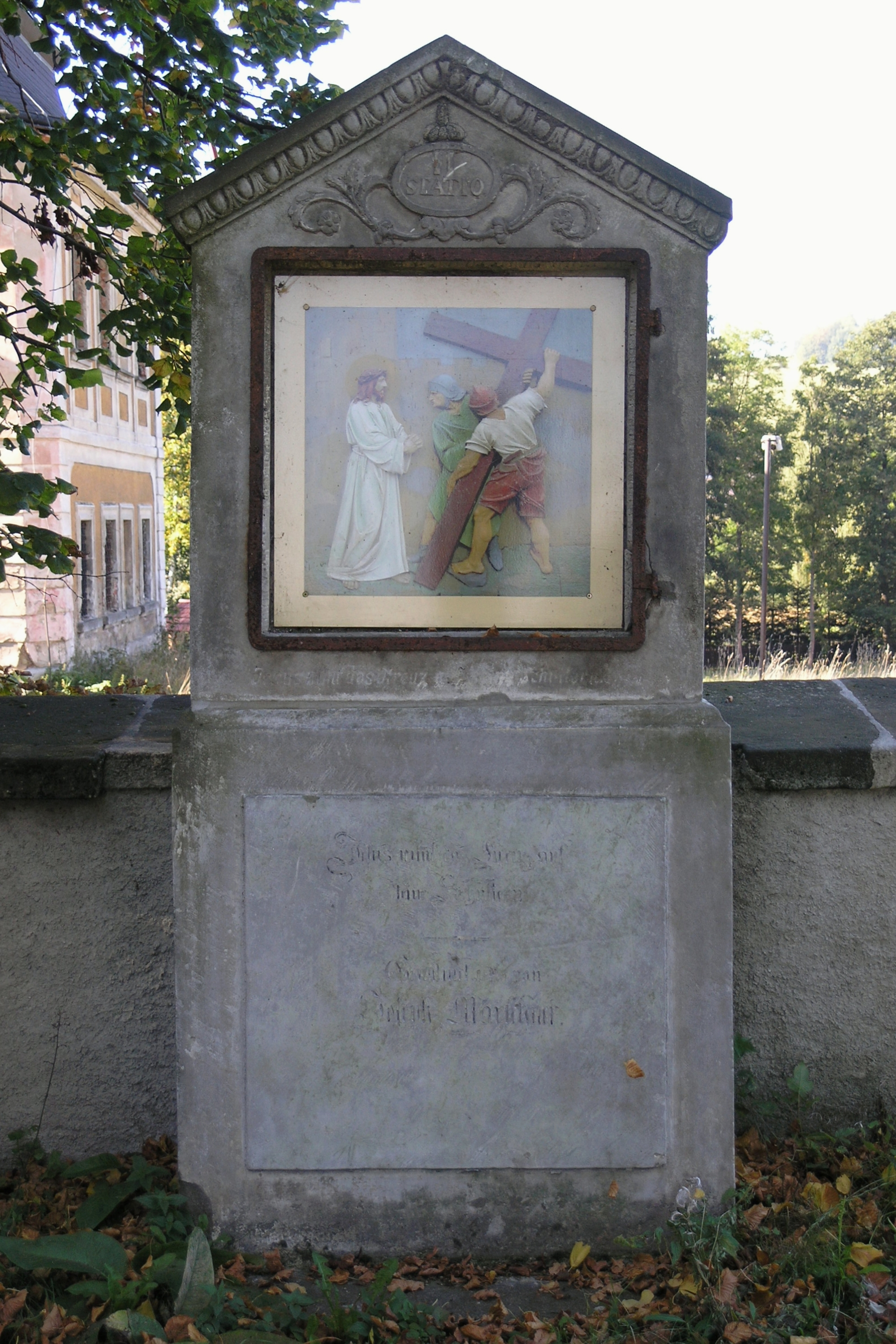
Druhé zastavení
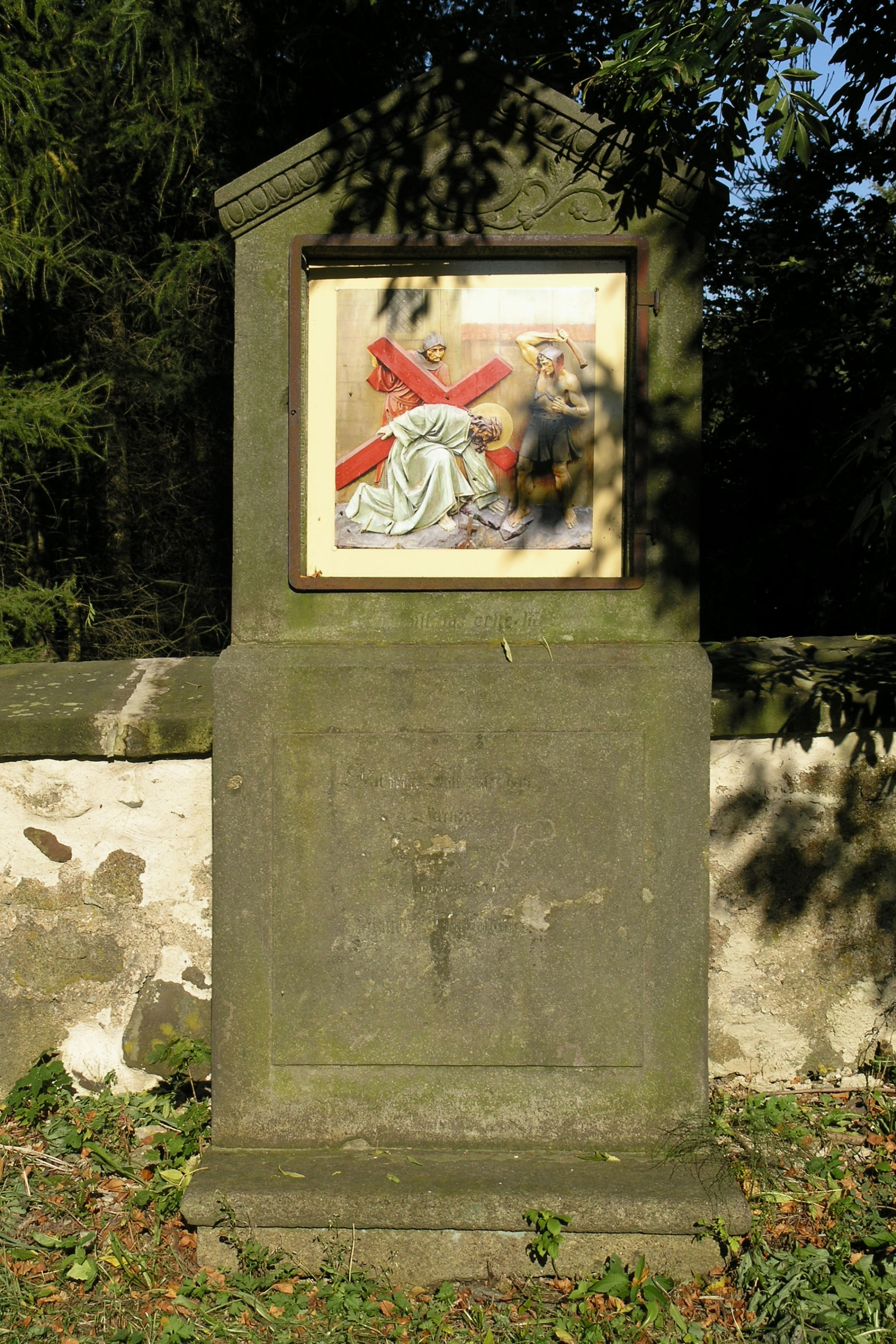
Třetí zastavení
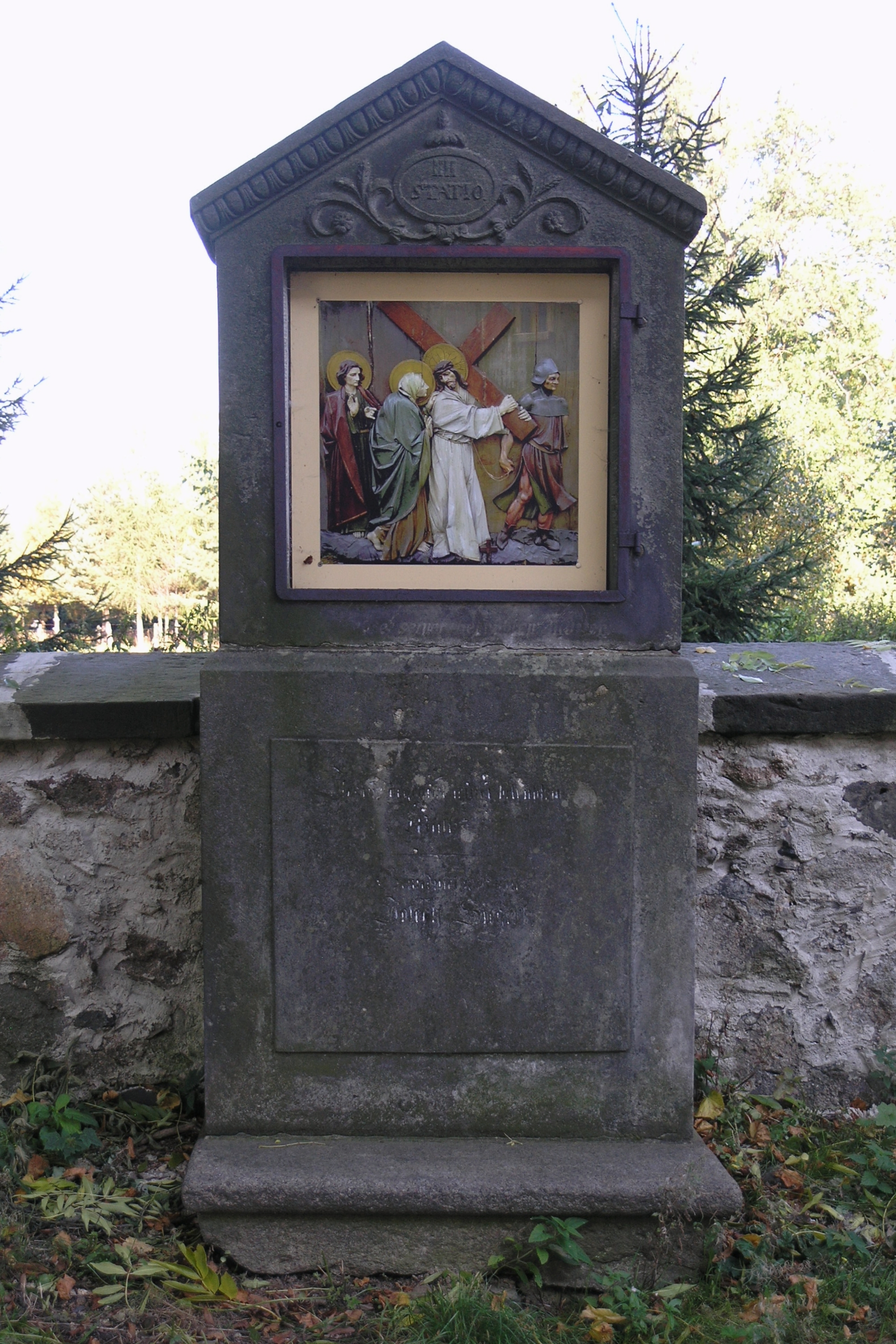
Čtvrté zastavení
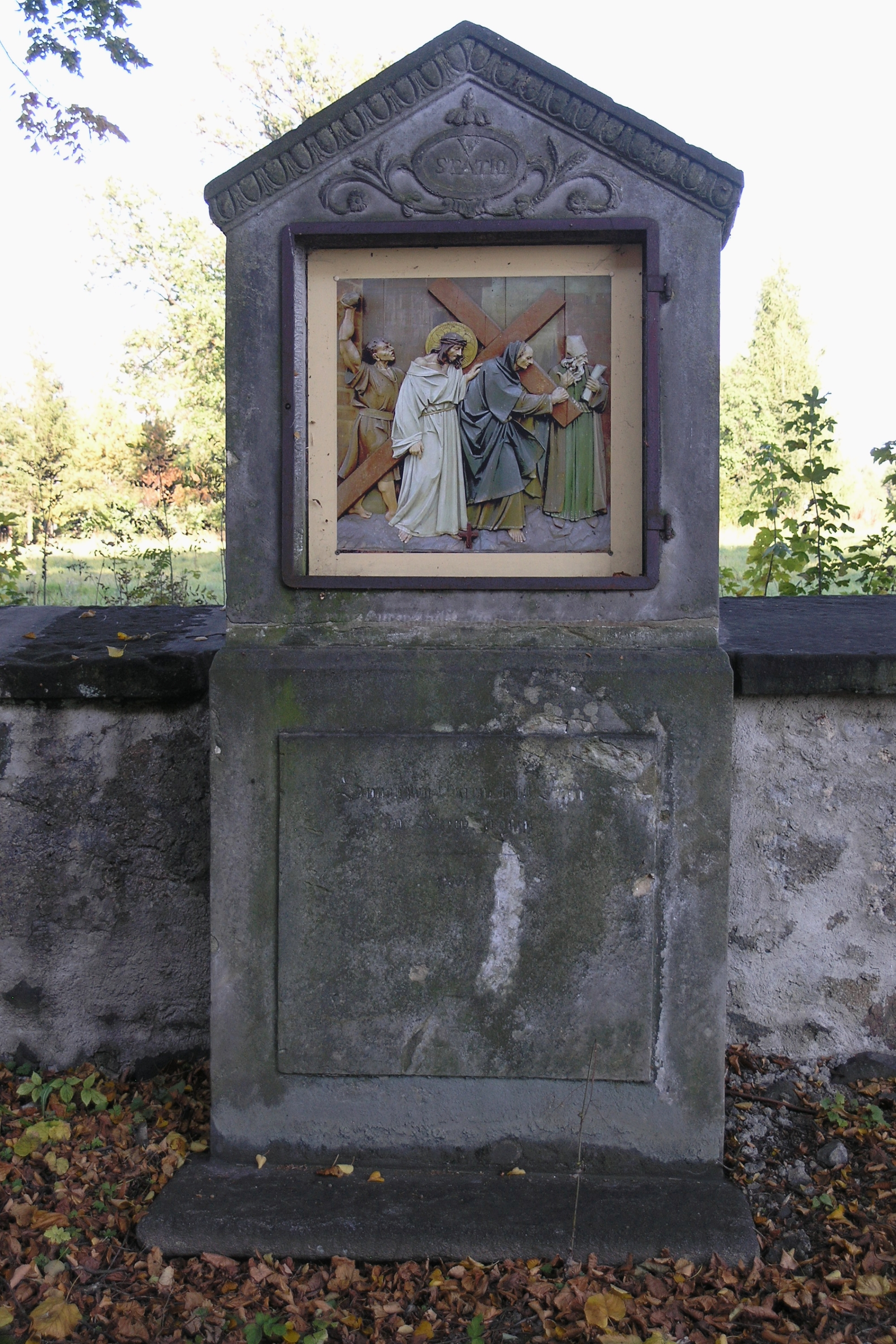
Páté zastavení
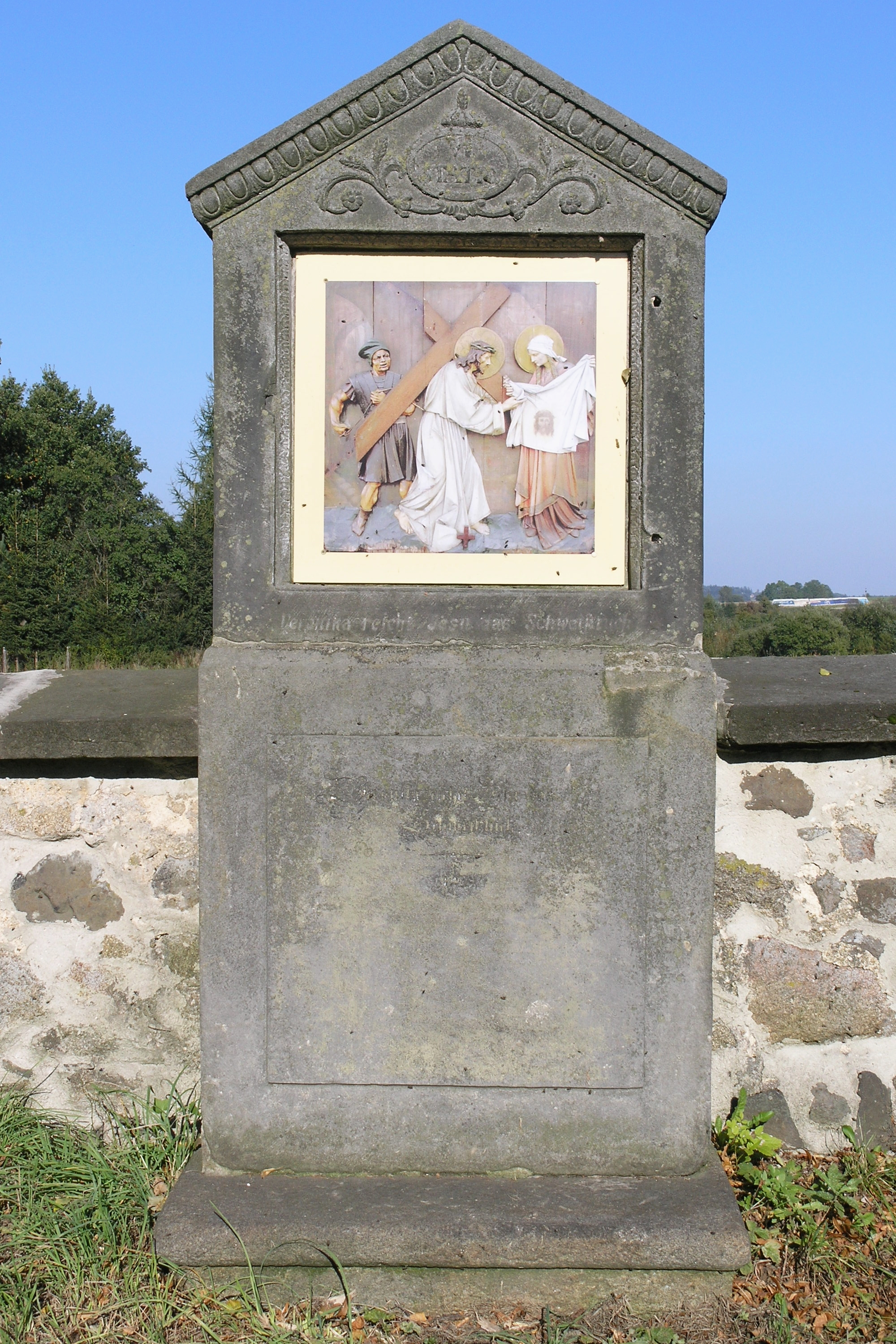
Šesté zastavení
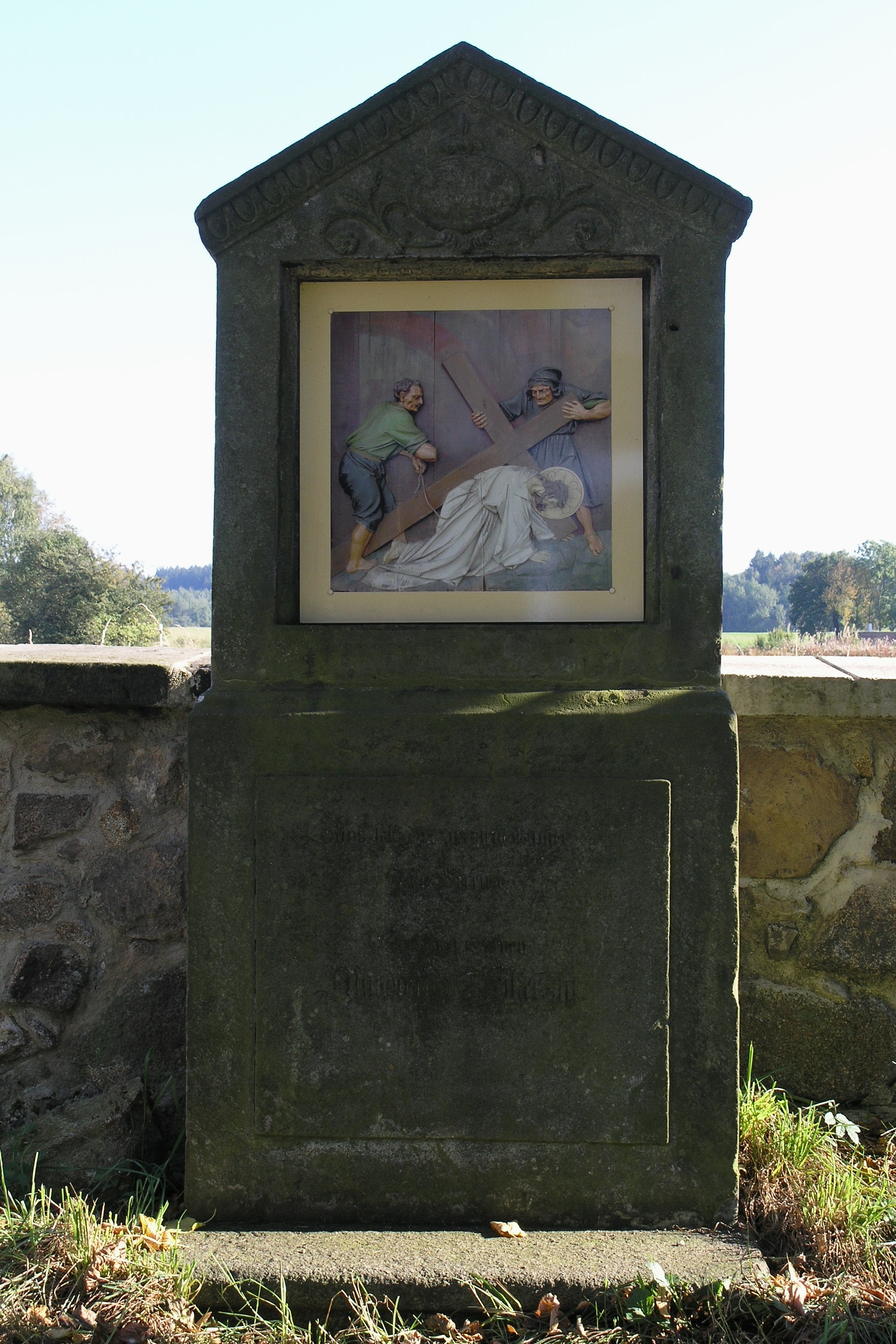
Sedmé zastavení
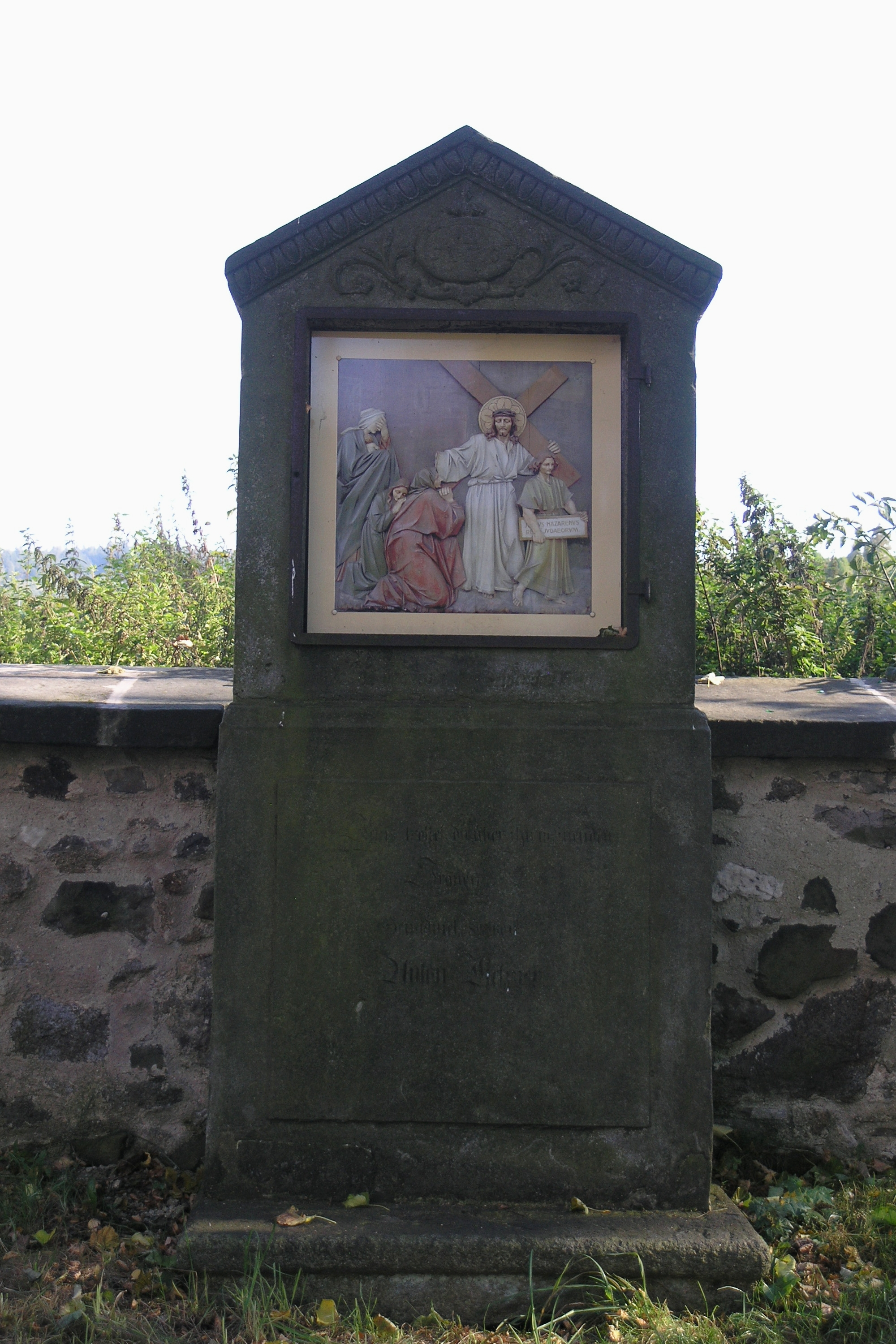
Osmé zastavení
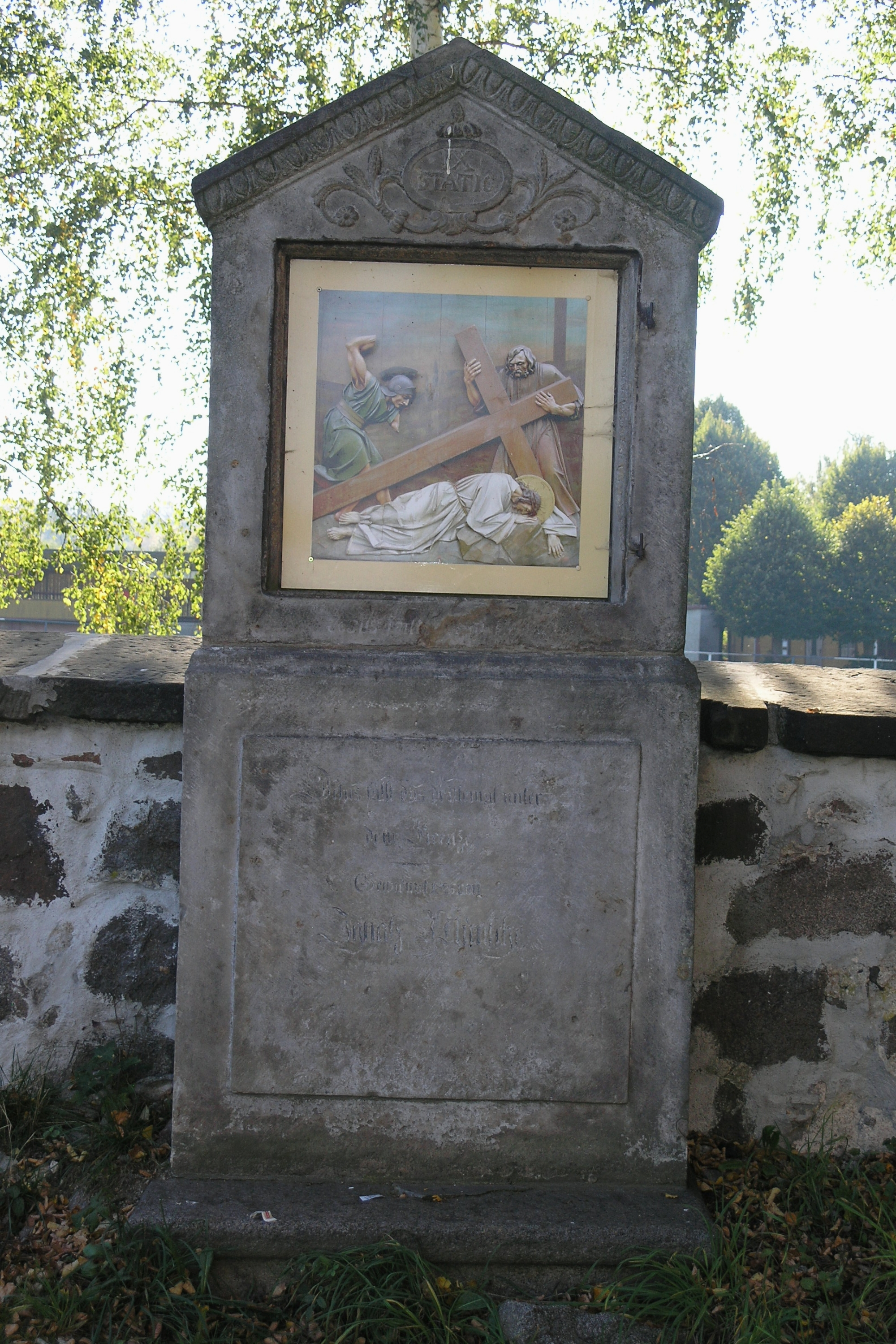
Deváté zastavení
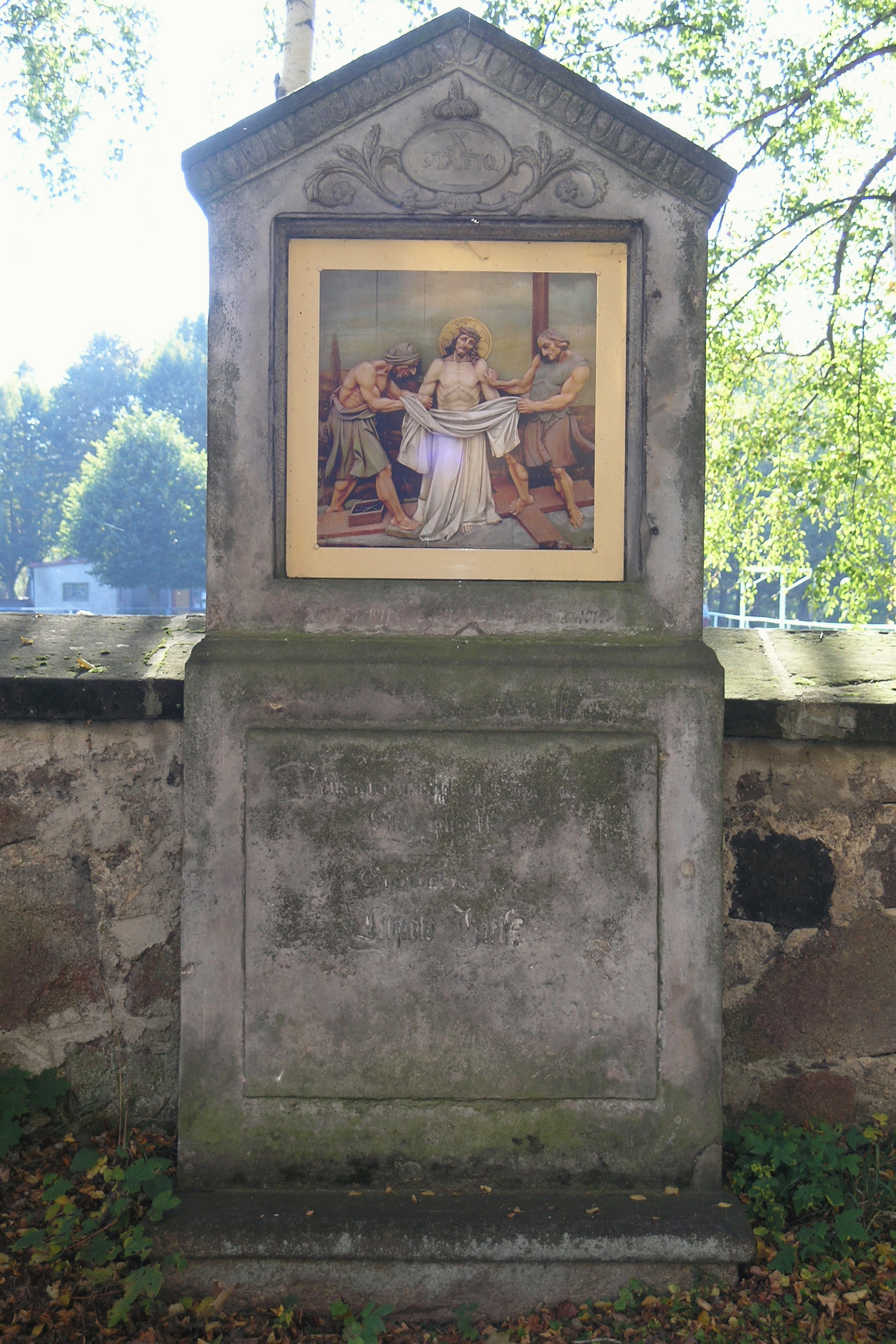
Desáté zastavení
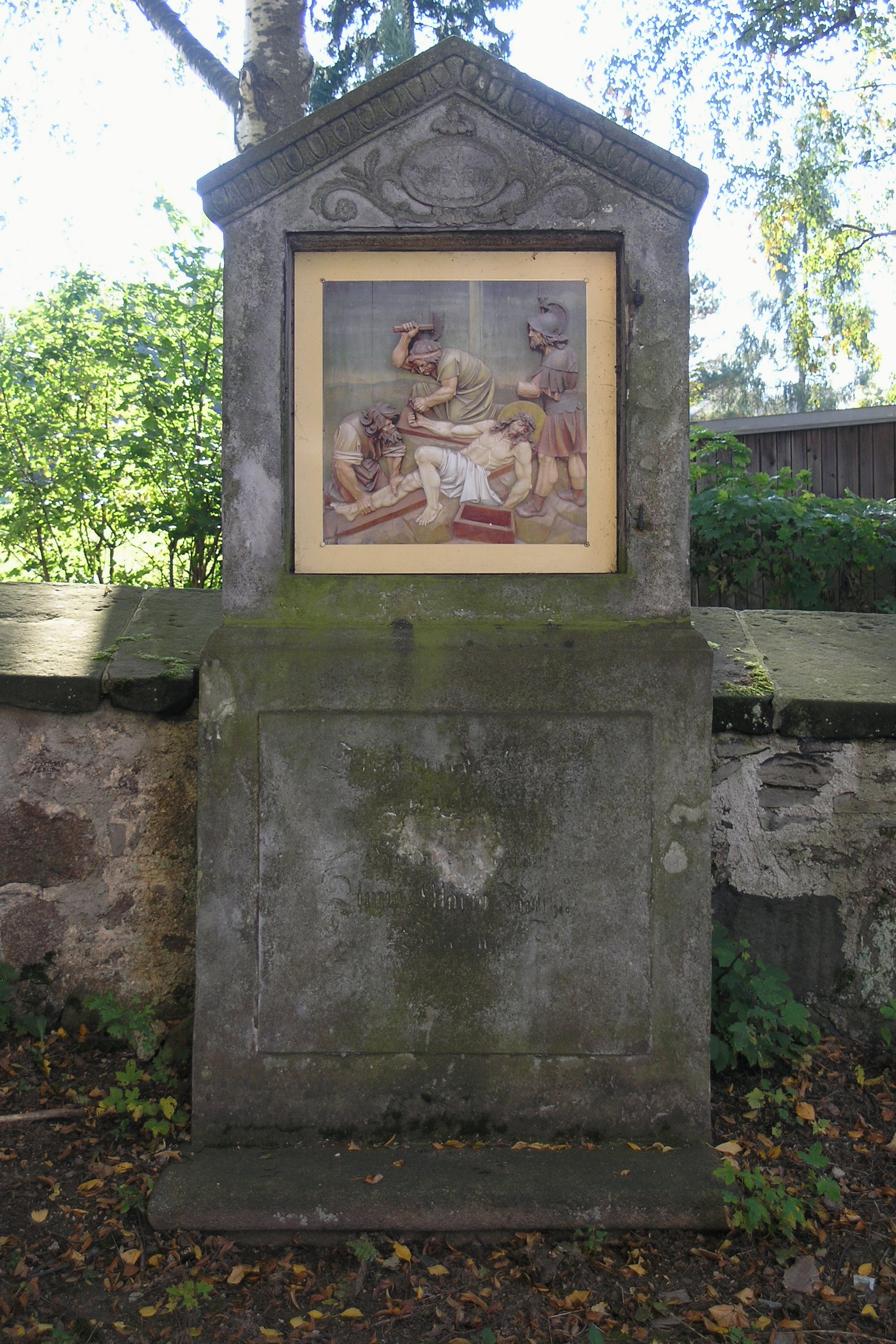
Jedenácté zastavení
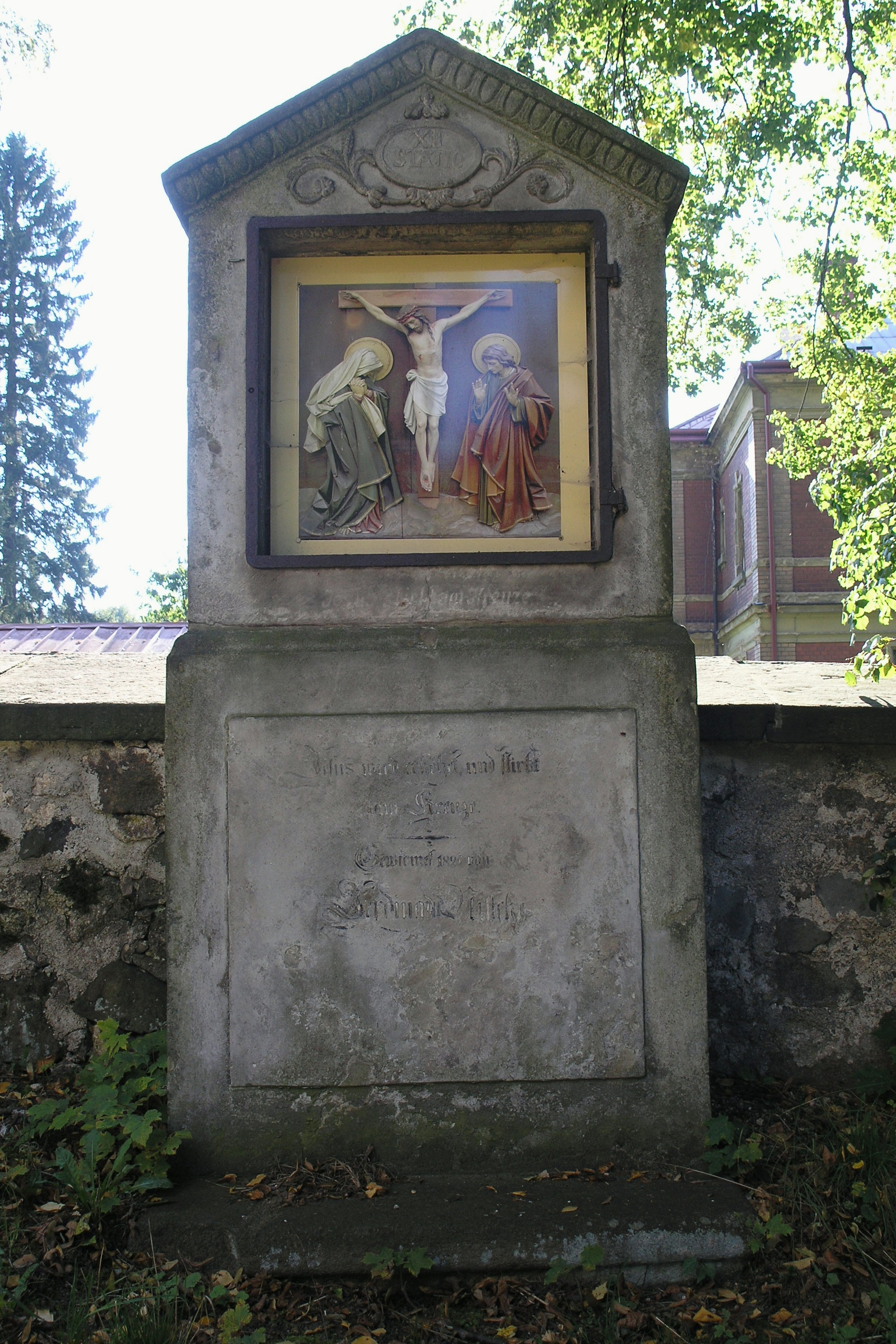
Dvanácté zastavení
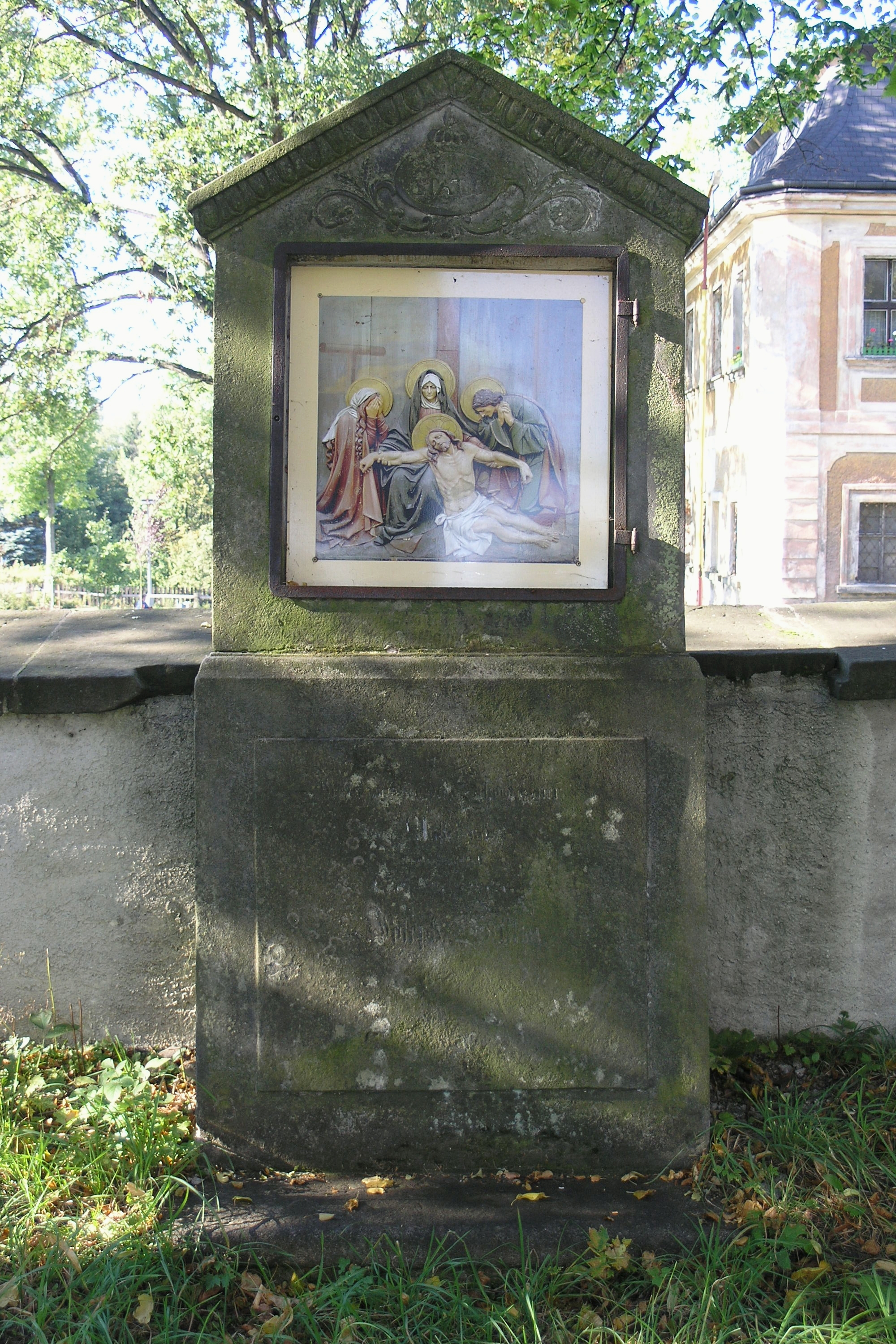
Třinácté zastavení
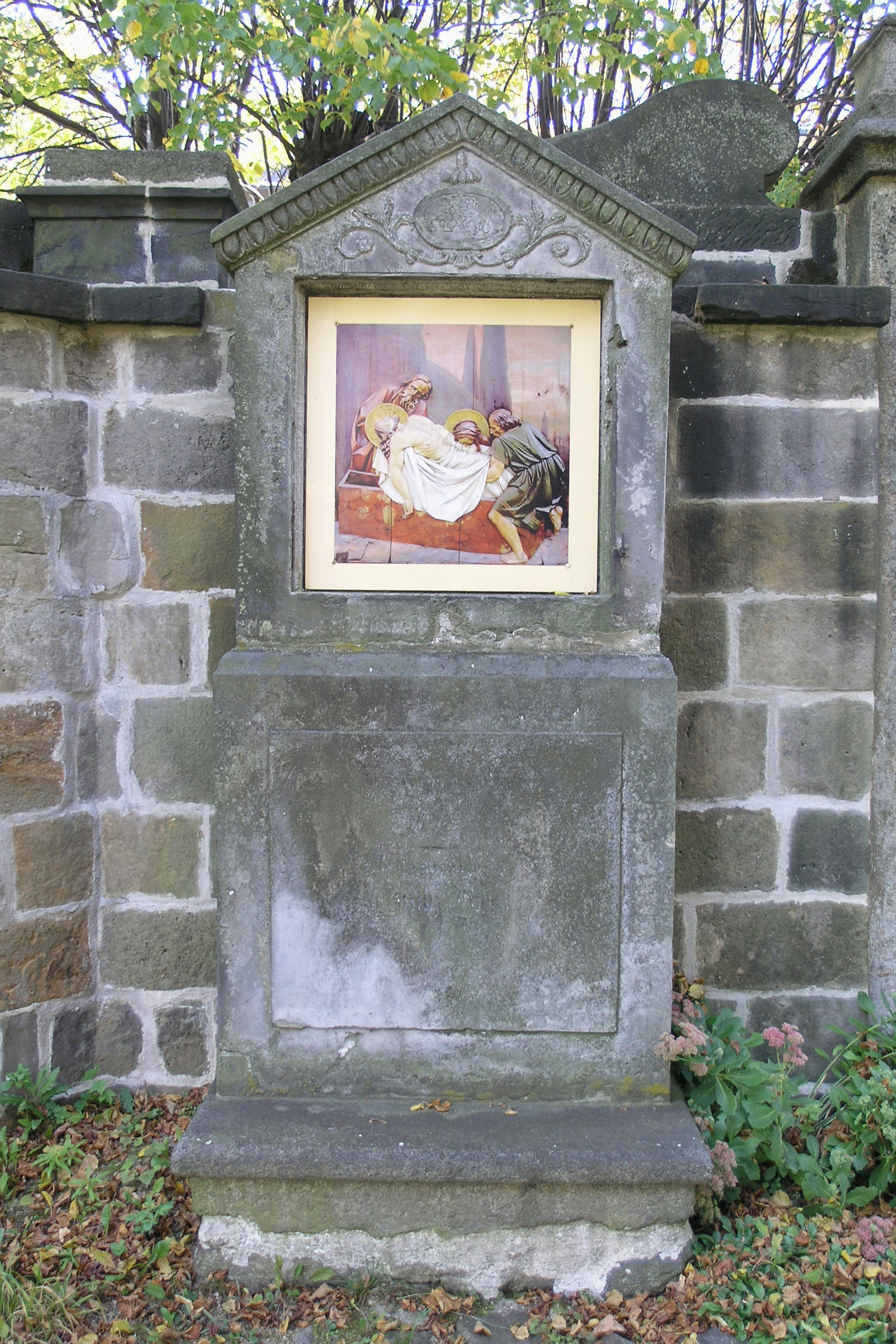
Čtrnácté zastavení